# Torrejón de Velasco
Torrejón de Velasco és un municipi de la Comunitat Autònoma de Madrid. Limita al nord-oest amb Torrejón de la Calzada, al nord amb Parla, a l'est amb Valdemoro i al sud amb la província de Toledo.